# CUE!
CUE! (キュー！ Kyū) là một trò chơi mô phỏng trên điện thoại do Liber Entertainment phát triển và phát hành cho các hệ máy Android, iOS vào ngày 25 tháng 10 năm 2019. Trong game, người chơi vào vai một quản lý đào tạo cho 16 diễn viên lồng tiếng (seiyu) mới vào nghề. Một bản anime truyền hình dựa trên game do Yumeta Company và Graphinica cùng thực hiện lên sóng từ tháng 1 đến tháng 6 năm 2022. 
Trò chơi đóng cửa máy chủ ngày 30 tháng 4 năm 2021.

## Nhân vật

### Flower
Mutsuishi Haruna (六石 陽菜)
Lồng tiếng bởi: Uchiyama Yurina
Takatori Maika (鷹取 舞花)
Lồng tiếng bởi: Hieda Nene
Kano Shiho (鹿野 志穂)
Lồng tiếng bởi: Moriya Kyōka
Tsukii Honoka (月居 ほのか)
Lồng tiếng bởi: Ogata Yuna

### Bird
Tendō Yūki (天童 悠希)
Lồng tiếng bởi: Takamura Ayaka
Akagawa Chisa (赤川 千紗)
Lồng tiếng bởi: Miyahara Satsuki
Eniwa Airi (恵庭 あいり)
Lồng tiếng bởi: Iizuka Mayu
Kujō Yuzuha (九条 柚葉)
Lồng tiếng bởi: Murakami Manatsu

### Wind
Yomine Miharu (夜峰 美晴)
Lồng tiếng bởi: Anzai Yukari
Kamuro Aya (神室 絢)
Lồng tiếng bởi: Matsuda Saki
Miyaji Mahoro (宮路 まほろ)
Lồng tiếng bởi: Yamaguchi Megumi
Hinakura Riko (日名倉 莉子)
Lồng tiếng bởi: Tsuruno Arisa

### Moon
Maruyama Rie (丸山 利恵)
Lồng tiếng bởi: Tachibana Hina
Utsugi Satori (宇津木 聡里)
Lồng tiếng bởi: Komine Ami
Myōjin Rinne (明神 凛音)
Lồng tiếng bởi: Satō Mai
Tōmi Mei (遠見 鳴)
Lồng tiếng bởi: Tsuchiya Rio

### Nhân vật khác
Rio Isuzu (五十鈴 りお)
Lồng tiếng bởi: Suzaki Aya
Cô là quản lý của các diễn viên lồng tiếng tại cơ quan quản lý seiyu AiRBLUE.
Masaki Ōtori (鳳 真咲 Masaki Ōtori)
Lồng tiếng bởi: Hikasa Yōko
Cô là chủ tịch của AiRBLUE.

## Anime
Bản anime truyền hình dựa theo trò chơi lần đầu được công bố vào tháng 11 năm 2020. Yumeta Company hợp tác cùng Graphinica sản xuất anime, Katagai Shin giữ vai trò đạo diễn, Urahata Tatsuhiko phụ trách viết kịch bản, Taniguchi Motohiro thiết kế nhân vật và Nakanishi Ryousuke sáng tác nhạc nền. Anime lên sóng từ ngày 7 tháng 1 năm 2022 vào khung giờ "Animeism" trên các kênh MBS, TBS và BS-TBS. Bài hát mở đầu anime là "Start Line" và bài hát kết thúc là "Hajimari no Kane no Ne ga Narihibiku Sora" đều trình bày bởi AiRBLUE. AiRBLUE cũng trình bày bài mở đầu thứ hai là "Tomorrow's Diary" và bài kết thúc thứ hai "Yumeda Yori." Crunchyroll công chiếu trực tuyến anime bên ngoài khu vực châu Á.

#### Danh sách tập
| TT. | Tiêu đề                                                                    | Ngày phát hành gốc                |
| --- | -------------------------------------------------------------------------- | --------------------------------- |
| 1   | "Hajimari no Hajimari (それぞれの色)"                                      | 7 tháng 1 năm 2022                |
| 2   | "Sorezore no Iro (はじまりのはじまり)"                                     | 15 tháng 1 năm 2022               |
| 3   | "Kono Deai wa Unmei (この出会いは運命)"                                    | 22 tháng 1 năm 2022               |
| 4   | "Lucky Color? (ラッキーカラー？))"                                         | 29 tháng 1 năm 2022               |
| 5   | "Starting Line (タートライン)"                                             | 5 tháng 2 năm 2022                |
| 6   | "Mukaikaze o Tsukamaete (向かい風を捕まえて)"                              | 12 tháng 2 năm 2022               |
| 7   | "Tsuki to Taiyō (月と太陽)"                                                | 19 tháng 2 năm 2022               |
| 8   | "100 Percent (１００ぱーせんと)"                                           | 26 tháng 2 năm 2022               |
| 9   | "We Can Fly!!!!"                                                           | 5 tháng 3 năm 2022                |
| 10  | "Kono Ato, Aitemasu ka? (この後、空いてますか？)"                          | 12 tháng 3 năm 2022               |
| 11  | "Tobitate Kotori-tachi! (飛び立て小鳥たち!)"                               | 19 tháng 3 năm 2022               |
| 12  | "Seiyū no Tamago (声優のタマゴ)"                                           | 26 tháng 3 năm 2022               |
| ―   | "Sing about everything"                                                    | 2 tháng 4 năm 2022 (tập đặc biệt) |
| 13  | "2 Seisaku Kettei!? (２期制作決定!?)"                                      | 9 tháng 4 năm 2022                |
| 14  | ""Unmei no Shigoto (運命の仕事)"                                           | 16 tháng 4 năm 2022               |
| 15  | "Yappari Kono Shigoto, Okotowari Shimasu (やっぱりこの仕事、お断りします)" | 23 tháng 4 năm 2022               |
| 16  | "Hatachi ni Natta Watashi e (二十歳になった私へ)"                          | 30 tháng 4 năm 2022               |
| 17  | "Thunder Woman! (サンダーウーマン！)"                                      | 7 tháng 5 năm 2022                |
| 18  | "Hikari (光)"                                                              | 14 tháng 5 năm 2022               |
| 19  | "3-Biki no ko buta (3びきのこぶた)"                                        | 21 tháng 5 năm 2022               |
| 20  | "The Voice"                                                                | 28 tháng 5 năm 2022               |
| 21  | "Tobenai kotori (飛べない小鳥)"                                            | 4 tháng 6 năm 2022                |
| 22  | "Forever Friends"                                                          | 11 tháng 6 năm 2022               |
| 23  | "Saishūkai (最終回)"                                                       | 18 tháng 6 năm 2022               |
| 24  | "Hajimari no owari (はじまりのおわり)"                                     | 25 tháng 6 năm 2022               |